# الشاه محمد حليم عطا
الشاه محمد حليم عطا (1311 - 1375 هـ / 1893 - 1955 م) هو عالم مسلم، من أهل الهند.
هو الشاه محمد حليم عطا بن شاه مهدي عطاء العمري. ولد في مدينة سلون. أخذ عن حسين بن محسن اليماني، وأبو الحسن الدهلوي وأبي الحسن الندوي. عمل بالتدريس في مدينة سلون وفي ندوة العلماء في لكهنؤ ، ثم عمل في جامعة دار العلوم.

## آثاره
- «الكتاب الكريم في استخراج الدرر من القرآن العظيم»
- «نخبة لسان العرب في لغات القرآن العجب»
- «تيسير الوصول إلى أطراف لأصحاب الأصول»
- «المعجم المفهرس»
- «فتح المنعم في أطراف الإمام مسلم»
- «اليواقيت الثمينة في أطراف عالم المدينة»
- «تعجيل المنفعة في أطراف الأئمة السبعة»
- «أسماء أصحاب رسول الله - وكناهم عمن روى عنهم من الأئمة السبعة»